# Renault Viva Grand Sport
Présentée au salon de Paris 1934 avec la Nervastella, la Viva Grand Sport (appelée Vivastella Grand Sport avant 1935) est une automobile qui a été fabriquée par Renault entre 1934 et 1939. Elle est dessinée par Marcel Riffard, qui a déjà dessiné des avions profilés, notamment le Caudron C.460 Rafale, la carrosserie est étudiée pour l'aérodynamisme. Très large (1,72 m), elle permet l'installation de trois personnes de front. Elle adopte un moteur 6 cylindres en ligne de 4,1 litres de cylindrée en position longitudinale à l'avant.
Renault remporte le Grand Prix de La Baule en 1934 avec la Viva Grand Sport[réf. nécessaire]. À noter que les célèbres duettistes Gilles et Julien enregistrèrent vers fin 1935 une publicité en faveur de ce modèle.
Par ailleurs, la société Renault est sous contrat avec l'aviatrice Hélène Boucher, pilote du Caudron C.460 Rafale, pour promouvoir sa voiture sport de prestige.

## Types
- ABX (1934)

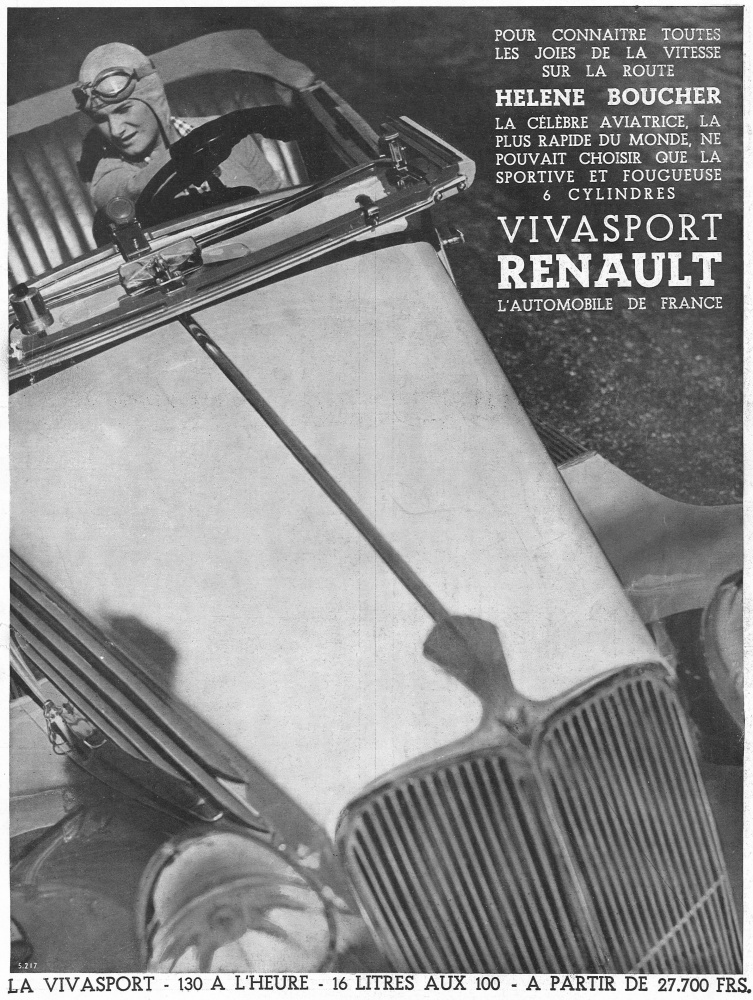
Hélène Boucher au volant de la Vivasport à 6-cylindres. Réclame de la société Renault de 1934.

- ACX1 (mars 1935 - juin 1935). Prix : 39 000 FF d'époque (équivalent à 24 100 € en 2001)

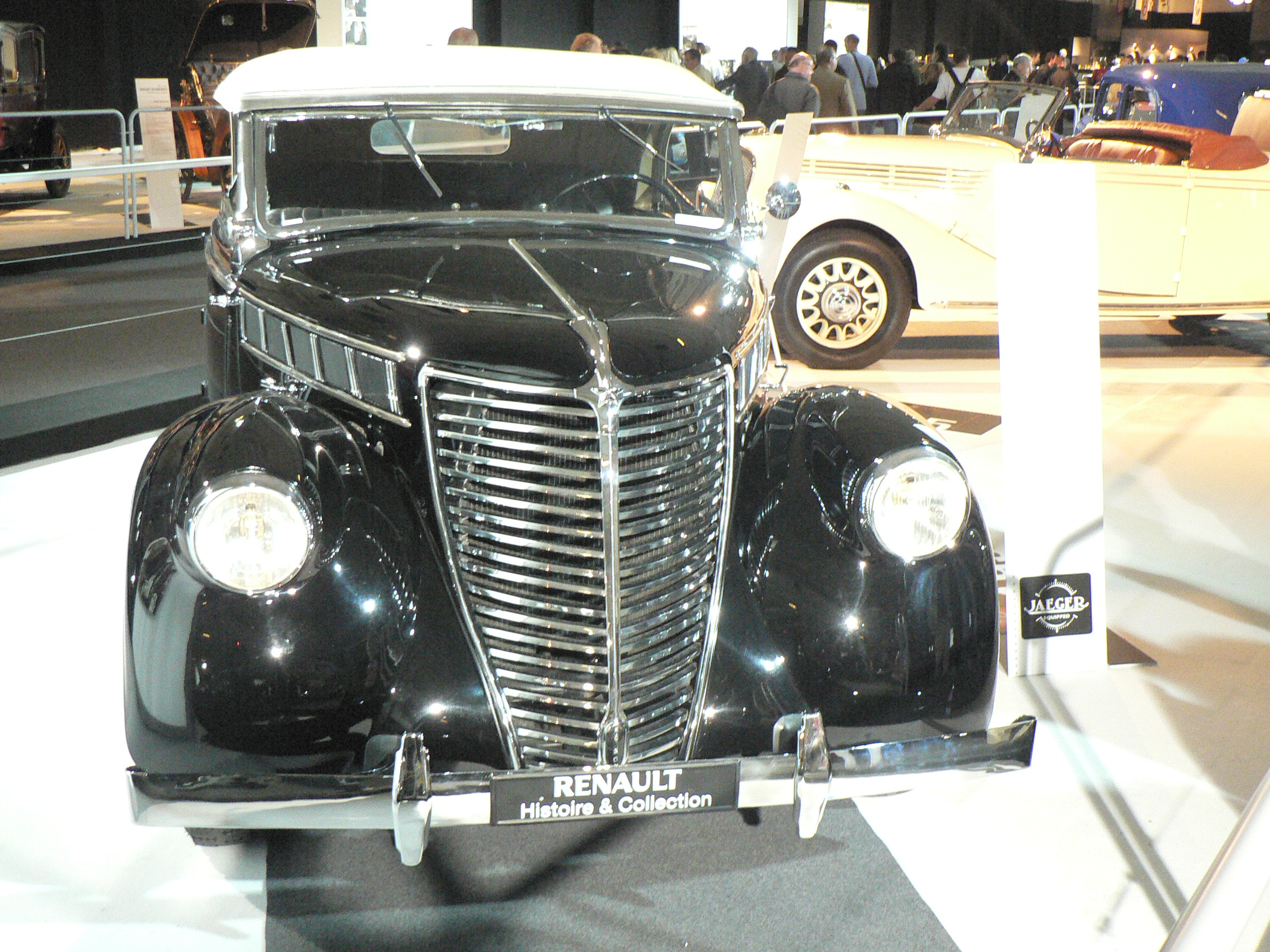
Type BCX4.

- ACX2 (été 1935)
- ACX3 (1936)
- BCX1 (mars 1937)
- BCX2
- BCX3
- BCX4
- BDV1 (octobre 1938).